# گوشا ردست
گوشا ردست (متولد ۱۴ ژانویه ۱۹۹۳ در ژررادوو) یک راننده اتومبیل رانی زن و تاجر زن لهستانی است.  او در حال حاضر در جام قهرمانی اروپا آلپین شرکت میکند.

## زندگی شخصی
در نوامبر سال ۲۰۲۱، ردست، معاون یک شرکت مدیریت پسماند پزشکی در لهستان شد.
ردست در ژوئن ۲۰۲۲ با کارول لازارچیک ازدواج کرد.
این زوج یک دختر به نام کلارا دارند که در آگوست ۲۰۲۳ به دنیا آمد.